# Mon Laferte
Norma Monserrat Bustamante Laferte (Viña del Mar - Chile, 2 de maio de 1983), mais conhecida pelo nome artístico Mon Laferte, é uma cantora, compositora e artista visual chilena-mexicana.

## Os primeiros anos e a educação
Nasceu em Viña del Mar, cidade litorânea do Chile famosa por seu Festival da Canção Popular (Festival de Viña), cresceu na companhia de sua mãe, irmã e também de sua avó num humilde conjunto habitacional no bairro de Goméz Carreño, onde desde pequenina cantava para seus familiares e vizinhos. Norma começa sua carreira aos 9 anos de idade, depois de ganhar um violão em um concurso de canto na escola, onde interpretou uma canção de Juan Gabriel. Já durante a adolescência, começa a tocar em bares da cidade vizinha Valparaíso e na capital Santiago. Uma artista com repertório que navega por diversos ritmos musicais, indo desde o rock alternativo ao pop, passando pela salsa e pelo bolero, música folclórica latino-americana, cumbia e também o eletrônico.

## Carreira
Em 2003, quando ainda usava o nome Monserrat Bustamante, ela grava um álbum de estúdio intitulado La Chica de Rojo, resultado de sua participação no programa musical Rojo, da Televisión Nacional de Chile, interpretando canções de compositores diversos. Mas como escrevia suas próprias letras desde muito nova, seu sonho era lançar trabalhos autorais, sonho esse que iria se concretizar anos mais tarde.
Com a necessidade de tomar um novo rumo em sua carreira, Mon decide recomeçar e acaba mudando-se para o México em 2007, onde inicia um novo projeto musical. Em 2009 é diagnosticada com câncer de tireoide tendo que ficar um período sem cantar e buscar tratamento. Dois anos mais tarde, em 2011 e já recuperada, lança seu primeiro trabalho como artista independente, intitulado Desechable,  onde interpreta suas próprias canções e sob o nome artístico Mon Laferte, como é conhecida atualmente. Em 2012 é convidada para fazer parte do grupo de jurados do programa musical Factor X, no Chile (onde já era bastante conhecida desde a época do programa Rojo). Em 2013 lança seu segundo trabalho como artista independente, o álbum Tornasol.  Mas é em meados de 2014 para 2015, com a canção "Tu Falta de Querer" (que dá início ao álbum Mon Laferte, vol. 1 lançado em 2015), que Mon Laferte passa a ser reconhecida na cena musical da América Latina alcançando um sucesso estrondoso e recebendo inclusive suas primeiras indicações ao Grammy Latino. 
Em meio a tanto sucesso, no ano de 2017 a cantora é confirmada como participante do famoso Festival Internacional da Canção de Viña del Mar, em sua cidade natal, realizando um dos shows mais memoráveis da história do festival e recebendo todos os prêmios da noite. Ainda em 2017, lança o álbum La trenza, trazendo singles de grande sucesso como "Amárrame" e "Mi Buen Amor" e ganha sua primeira estatueta do Grammy Latino na categoria de Melhor Canção Alternativa com "Amárrame". No ano seguinte (2018) vem outro grande sucesso, o álbum Norma, que garante para Mon Laferte o Grammy Latino de Melhor Álbum de Música Alternativa na cerimônia de 2019. Em 2020 ganha mais um Grammy Latino com a música "Beautiful" sendo escolhida como Melhor Canção de Rock. 
O reconhecimento pelo seu trabalho não para por aí, em 2021 a chilena-mexicana leva mais um Grammy Latino para casa, dessa vez na categoria de Melhor Álbum de Cantor-Compositor pelo seu trabalho intitulado SEIS. Também em 2021 lança o álbum 1940 Carmen com sucessos como "Algo es Mejor" (indicada ao Grammy Latino de Canção do Ano, em 2022) e "Supermercado". No final de 2023, Mon Laferte surpreende e lança o álbum mais diferente de sua carreira até aqui, o surpreendente Autopoiética, que concede a ela mais uma estatueta na maior premiação da música latina, o Grammy Latino de Melhor Álbum Alternativo.

## Vida Pessoal
Desde 2007, a cantora vive no México onde teve sua cidadania (mexicana por naturalização) concedida pelo governo após 15 anos de residência no local, sendo a carta de naturalização concedida pelo chanceler Marcelo Ebrard em 30 de novembro de 2022. Dias antes, em 21 de outubro, casou-se com Joel Orta, produtor com quem namorava desde 2018 e pai de seu filho Joel, nascido em 10 de fevereiro de 2022, conforme divulgado pela artista na rede Twitter (X).

## Discografia

### Álbuns de estúdio
- 2003: La chica de Rojo (como Monserrat Bustamante)
- 2011: Desechable
- 2013: Tornasol
- 2015: Mon Laferte, Vol. 1
- 2017: La trenza
- 2018: Norma
- 2021: Seis
- 2021: 1940 Carmen
- 2023: Autopoiética

### Álbuns ao vivo
- 2020: Sola con mis monstruos

### Álbuns colaborativos
- 2010: Abaddon (con Abaddon)
- 2012: MetalRose (con Mystica Girls)
- 2014: Gates of Hell (con Mystica Girls)
- 2016: We Love Disney (Latino) (en la canción «Todos quieren ser un gato jazz» con Esteman y Caloncho)
- 2017: El Encuentro (en la canción Lo Nuestro) de BAMBI
- 2018: Todos Somos MAS (en la canción «Invéntame»)

## Filmografia
- 2006: Rojo, la película
- 2013: Japy Ending
- 2016: Flesh to Play
- 2024: Mon Laferte, te amo

## Televisão
| Televisão | Televisão                                                  | Televisão                                  | Televisão                                                                                        | Televisão   |
| Ano       | Programa                                                   | Papel                                      | Notas                                                                                            | Canal       |
| --------- | ---------------------------------------------------------- | ------------------------------------------ | ------------------------------------------------------------------------------------------------ | ----------- |
| 2003-2007 | Rojo, fama contrafama                                      | Concorrente e, em seguida, parte da equipe | A equipe era conhecida como Clan Rojo                                                            | TVN         |
| 2006      | El baile en TVN                                            | Cantora                                    |                                                                                                  | TVN         |
| 2006      | Floribella                                                 | Atriz/Jasmine                              | 1 episódio                                                                                       | TVN         |
| 2012      | Factor X                                                   | Júri                                       |                                                                                                  | TVN         |
| 2014      | Do-Remix                                                   | Cantora                                    | Participa em dois capítulos da segunda temporada abrangendo as canções "Vuelvo" e "Amor, amor" . | TVN         |
| 2017      | LVIII Festival Internacional de la Canción de Viña del Mar | Júri e artista                             | Ele também participou como artista convidado do festival.                                        | Chilevisión |
| 2018      | MTV Millennial Awards                                      | Apresentadora                              |                                                                                                  | MTV         |

## Tours
- Gira Desechable (2011-2012)
- Gira Tornasol (2013-2014)
- Mon Laferte Vol.1 Tour (2014-2015)
- Mon La Fruta Tour (2016) [6]
- Si Tour Me Quisieras (2016 - 2017)
- Amárrame Tour (2017-2018)
- Amarte Tour (2018) [7]
- Gira Europea (2018)
- La Gira de Norma (2019)
- Mon Laferte Acústico (2020)
- Autopoiética Tour (2024 - 2025)

## Prêmios e nomeações
Mon Laferte ganhou 51 prêmios em 136 nomeações, incluindo 5 Grammys Latinos, 2 MTV Europe Music Awards, 4 MTV Millennial Awards, 1 SHOCK Award, 4 Telehit Awards, 9 Pulsar Awards e 3 Copihue de Oro .